# Petersberg (Hesja)
Petersberg – miejscowość i gmina w Niemczech, w kraju związkowym Hesja, w rejencji Kassel, w powiecie Fulda.

## Współpraca
Miejscowości partnerskie:
- Billère, Francja
- Breitungen/Werra, Turyngia
- Sabiñánigo, Hiszpania